# الیور توئیست (فیلم ۱۹۲۲)
الیور توئیست (انگلیسی: Oliver Twist) یک فیلم صامت درام به کارگردانی فرانک لوید است که در سال ۱۹۲۲ منتشر شد. شرکت آمریکا «آلفا ویدئو» در سال ۲۰۰۹ نسخه‌ای از این فیلم را بر روی دی‌وی‌دی منتشر کرد.

## بازیگران
- لان چینی در نقش «فاگین»
- جکی کوگان[۲] در نقش «اولیور»
- لوئیس سارجنت در نقش «نوآ کِلی‌پل»
- استر رالستون در نقش «رُز»
- جرج سیگمن
- جیمز مارکوس
- گلادیس براک‌ول
- لایونل بلمور
- اگی هرینگ
- گرترود کلیر
- ادی بولند
- نلسون مک‌داول
- جون استندینگ
- جوزف هزلتون
- کارل استاک‌دیل
- ادوارد تِره‌بول
- تیلور گریوز
- فلورانس هِیل